# عبدالسلام وعدو
عبدالسلام وعدو (عربی: عبدالسلام وعدو؛ زادهٔ ۱ نوامبر ۱۹۷۸) بازیکن فوتبال اهل مراکش بود.
از باشگاه‌هایی که در آن بازی کرده‌است می‌توان به باشگاه ورزشی القطر، باشگاه فوتبال رن، باشگاه فوتبال المپیاکوس، باشگاه فوتبال فولام، باشگاه فوتبال لو مان، باشگاه ورزشی الدحیل، باشگاه فوتبال والنسین، و باشگاه فوتبال نانسی اشاره کرد.
وی همچنین در تیم ملی فوتبال مراکش بازی کرده‌است.